# NAT Port Mapping Protocol
NAT Port Mapping Protocol (NAT-PMP) ist ein RFC 6886, vorgestellt von Apple im Juni 2005 als eine Alternative zum gebräuchlicheren UPnP-Protokoll, das in vielen NAT-Routern implementiert ist. NAT-PMP ermöglicht es einem Computer, in einem privaten Netzwerk (hinter einem NAT-Router) den Router automatisch so zu konfigurieren, dass der Computer von außerhalb des privaten Netzwerks erreichbar ist. Es automatisiert im Wesentlichen das sogenannte Port Forwarding. NAT-PMP, wie UPnP auch, ermöglicht es einem Programm, alle von außen ankommenden Daten auf einem bestimmten TCP- oder UDP-Port anzufordern.
In das Protokoll integriert ist ein Mechanismus, um die öffentliche IP-Adresse des NAT-Gateways zu ermitteln. Dadurch ist beispielsweise ein Peer-to-Peer-Programm in der Lage, diese Adresse samt Port seinen Peers bekannt zu machen, was eine Kommunikation zwischen den beiden vereinfacht bzw. erst ermöglicht.
Dieses Protokoll ist in einer Reihe aktueller Apple-Produkte implementiert, z. B. im Mac OS X Tiger oder den AirPort-Extreme- und AirPort-Express-Netzwerkgeräten, aber auch in Bonjour für Windows. Die alternative Open-Source-Firmware Tomato für auf dem Broadcom-Chipsatz basierende WLAN-Router unterstützt ab Version 1.24 ebenfalls das Protokoll.
NAT-PMP ist der Vorgänger des Port Control Protocol (PCP).